# Junger Tag
Junger Tag (tradução portuguesa : "Dia jovem") foi a canção que representou a Alemanha no Festival Eurovisão da Canção 1973, interpretada em alemão por  Gitte. Foi a quarta canção a ser interpretada na noite do festival, a seguir a canção portuguesa Tourada e antes da canção norueguesa "It's Just a Game", interpretada pela banda Bendik Singers. A canção alemã terminou em oitavo lugar (17 concorrentes), tendo recebido 85 pontos.

## Autores
- Letrista: Stephan Lego
- Compositor: Günther-Eric Thöner
- Orquestrador: Günther-Eric Thöner

## Letra
A canção é dirigida ao novo dia, com Gitte perguntando-lhe o que lhe traria: esperança ou a tristeza do dia anterior? 